# Scherzo fantastique
Le Scherzo fantastique, opus 3, est la seconde œuvre orchestrale composée par Igor Stravinsky, en 1908. Elle est inspirée par La Vie des abeilles de Maurice Maeterlinck que Stravinsky et sa femme Catherine Nossenko lisent en 1907. La pièce, qui dure une quinzaine de minutes, fut adaptée en ballet par Léo Staats dix ans plus tard à l'Opéra de Paris sous le titre Les Abeilles.

## Histoire
Stravinsky, quoique ayant composé son œuvre en s'inspirant de La Vie des abeilles de Maeterlinck, n'avait pas de réelle intention de programme en tête. Le compositeur n'apprécie donc pas que sa pièce soit adaptée en ballet. « Un peu de mauvaise littérature fut imprimée sur la page de garde de ma partition pour satisfaire mon éditeur qui croyait qu'une histoire allait faire vendre la musique. » Il écrit plus tard sur une lettre de Maeterlinck : « Lettre de M. Maeterlinck, et ses déclarations ridicules au sujet de l'argument des Abeilles, un ballet classique sans argument, réalisé sur la musique de mon Scherzo fantastique. »
Rimski-Korsakov, professeur de Stravinsky à ce moment, avait lu le manuscrit et avait apprécié, mais n'entendit jamais l'œuvre, sa santé ayant commencé à décliner. La création a lieu le 6 février 1909 à Saint-Pétersbourg, sous la direction d'Alexandre Ziloti, dans un programme comprenant également la création de Feu d'artifice. Ce concert est un des plus importants de la carrière de Stravinsky puisqu'il fait découvrir le compositeur à Serge de Diaghilev.
Stravinsky révise l'œuvre en 1930.

## Discographie
- L'enregistrement de Stravinsky que l'on retrouve dans son intégrale sur Sony Classical a été enregistré en 1962 avec le CBC Symphony Orchestra.
- Enregistré par Pierre Boulez avec le Cleveland Orchestra à Cleveland Masonic Auditorium en novembre 1994 (Deutsche Grammophon)